# De drie veren
De drie veren is een sprookje, opgetekend door de gebroeders Grimm in hun Kinder- und Hausmärchen als KHM63. De oorspronkelijke naam is Die drei Federn.

## Synopsis
Een koning heeft drie zonen, twee slimme en de derde is onnozel en wordt Domoor genoemd. De koning weet niet wie het rijk zal moeten erven en laat zijn zonen een fijn tapijt zoeken. Degene met het fijnste tapijt zal koning worden. Hij blaast drie veren in de lucht en de zonen moeten deze volgen. Eén veer gaat naar het oosten, de ander naar het westen en de derde gaat rechtuit en valt al snel op de grond. Domoor blijft en de andere broers gaan op weg. Dan ontdekt Domoor een valluik en gaat een trap af, hij klopt op een deur en hoort:
Meisje groen, meisje kleen, Rimpelbeen, Rimpelbeen haar hondje, Rimpel rimpel vroeg of laat, ga gauw kijken wie daar staat
Dan gaat de deur open en hij ziet een dikke pad met vele padjes om zich heen. Hij vraagt om het mooiste tapijt en hoort hetzelfde versje. Het kleine padje haalt een doos en de dikke pad maakt het open. Zo mooi kan niemand op aarde weven en de jongen bedankt de pad. De andere jongens grijpen een herdersvrouw en nemen de grove omslagdoek af. Ze komen tegelijk bij de koning aan en deze ziet dat Domoor het koninkrijk zal erven.
De andere broers smeken om andere voorwaarden en dan laat de vader de mooiste ring halen. Hij pakt opnieuw drie veren en de jongens gaan op pad, de dikke pad laat een mooie ring met edelstenen halen. De broers komen weer bij de koning en de oudste nemen een oude wagenring mee. Opnieuw vragen ze om andere voorwaarden en dan laat de koning de mooiste vrouw zoeken. De pad gaat naar een uitgeholde raap met zes muisjes ervoor en laat er een van haar padjes in plaatsnemen.
Dan verandert het padje in een beeldschone dame, de raap wordt een koets en de muisjes veranderen in paarden. De jongen kust haar en ze gaan naar de koning. De broers hebben een boerenmeid meegenomen en de koning zegt dat de jongste zijn rijk zal erven. De oudste broers zeggen dat ze dit niet toestaan en eisen dat degene zal winnen, wiens vrouw door een ring kan springen. De boerenmeiden springen inderdaad door de ring, maar breken hun armen en benen. Dan springt de mooie dame door de ring als een ree en de jongen krijgt de kroon.

## Achtergronden bij het sprookje
- Het sprookje komt uit Zwehrn en andere streken uit Hessen.
- Het sprookje kwam in verschillende versies in heel Europa voor.
- Het wegblazen van de veer was in Duitsland gebruikelijk als men niet wist welke kant men op wilde.
- Eén zoon die naar het westen en één die naar het oosten gaat, symboliseren het leven. Zie ook Het zingende botje (KHM28).
- De pad is verwant met de kikker. De kikker leeft in water en op land en kan gezien worden als Waterman die thuis is in twee werelden. Hij wordt ook oude watertrappelaar genoemd. Zie ook De kikkerkoning (KHM1).
- De jongste broer verdient de beloning, zie ook De ransel, het hoedje en het hoorntje (KHM54), De gouden vogel (KHM57), De bijenkoningin (KHM62), De gouden gans (KHM64), Het water des levens (KHM97), De arme molenaarsknecht en het katje (KHM106), Vogel Grijp (KHM165), en het vervallen sprookje KHM64a (Die weiße Taube).
- In veel sprookjes trekt de domoor juist aan het langste eind omdat hij andere kwaliteiten heeft, zie Sprookje van iemand die erop uittrok om te leren griezelen (KHM4), Het zingende botje (KHM28), Slimme Hans (KHM32), De drie talen (KHM33), De bijenkoningin (KHM62), Gelukkige Hans (KHM83), Het aardmanneke (KHM91), De arme molenaarsknecht en het katje (KHM106) en Vogel Grijp (KHM165). De domoor is vaak de derde zoon en heet vaak Hans (denk aan de uitdrukking "zit niet zo te hannessen"). In Russische sprookjes heet hij Iwan. In het heden past hij niet, maar hij zal slagen in de toekomst.
- Het dier als helper komt in heel veel sprookjes voor;
  - drie raven in De trouwe Johannes (KHM6)
  - een beer in De twee gebroeders (KHM60)
  - een bij in De bijenkoningin (KHM62) en De twee reisgezellen (KHM107)
  - duiven in Assepoester (KHM21), De drie talen (KHM33) en De oude vrouw in het bos (KHM123)
  - een eend in Hans en Grietje (KHM15), De bijenkoningin (KHM62) en De twee reisgezellen (KHM107)
  - een geit in Eenoogje, tweeoogje en drieoogje (KHM130)
  - een haan in De drie gelukskinderen (KHM70)
  - een haas in De twee gebroeders (KHM60)
  - een hond in De drie talen (KHM33) en De oude Sultan (KHM48)
  - een kat in De drie gelukskinderen (KHM70) en De arme molenaarsknecht en het katje (KHM106)
  - een leeuw in De twee gebroeders (KHM60), De twaalf jagers (KHM67) en De koningszoon die nergens bang voor was (KHM121)
  - mieren in De witte slang (KHM17) en De bijenkoningin (KHM62)
  - een ooievaar in De twee reisgezellen (KHM107)
  - een paard in De ganzenhoedster (KHM89)
  - een pad in De ijzeren kachel (KHM127)
  - een raaf in De witte slang (KHM17) en Het boerke (KHM61)
  - een schimmel in Fernand getrouw en Fernand ontrouw (KHM126)
  - een slang in De drie slangenbladeren (KHM16) en De witte slang (KHM17)
  - een veulen in De twee reisgezellen (KHM107)
  - een vis in De witte slang (KHM17), Van de visser en zijn vrouw (KHM19), De goudkinderen (KHM85), Fernand getrouw en Fernand ontrouw (KHM126) en Het zeehaasje (KHM191)
  - een vogel in Assepoester (KHM21), De drie talen (KHM33) en De roverbruidegom (KHM40)
  - een vos in De gouden vogel (KHM57), De twee gebroeders (KHM60) en Het zeehaasje (KHM191)
  - een wolf in De oude Sultan (KHM48) en De twee gebroeders (KHM60)
- Een mens omgetoverd als dier komt voor in bijvoorbeeld De twaalf broeders (KHM9), Broertje en zusje (KHM11), De drie mannetjes in het bos (KHM13), De gauwdief en zijn meester (KHM93), De groente-ezel KHM122, De ijzeren kachel (KHM127), Het lammetje en het visje (KHM141), Sneeuwwitje en Rozerood (KHM161), Het boshuis (KHM169) en De kristallen bol (KHM197).
- Het omtoveren van een raap en dieren komt ook voor in enkele versies van Assepoester.